# NGC 7754
NGC 7754 (другие обозначения — PGC 72511, MCG -3-60-21, IRAS23466-1652) — спиральная галактика (Sa) в созвездии Водолей.
Этот объект входит в число перечисленных в оригинальной редакции «Нового общего каталога».